# Кудричи (Пинский район)
Кудричи (бел. Ку́дрычы) — деревня в Пинском районе Брестской области Белоруссии. В составе Каллауровичского сельсовета.

## География
В 20 км от Пинска.

### Гидрография
Протекает река Ясельда. На юге деревни протекает река Припять. В 1,5 км на запад расположено озеро Блудное.

## История
В 1885 году Кудричи, село бывшее владельческое, при реке Струмени, дворов 16, жителей 184-I, церковь православная.
В 1908 году в Лемешевичской волости Пинского уезда Минской губернии.

## Население

### Численность
- 2009 год — 30 жителей

### Динамика
- 1908 год — 241 жителей, 23 двора (деревня)[2]
- 1999 год — 38 жителей (перепись населения)
- 2009 год — 30 жителей (перепись населения)[2]

## Достопримечательность
- Озеро Блудное[3], расположено примерно в 1,5 км на запад от деревни Кудричи и относится к бассейну р. Ясельда (фактически расположено в ее заболоченной пойме). На территории Ландшафтного заказника республиканского значения «Средняя Припять» Пинского района.
- Экологическая тропа «Озеро Блудное».